# 3D Warehouse
O 3D Warehouse é uma plataforma desenvolvida pela Google, e adquirida pela Trimble em 2012,acessível gratuitamente ao público, que permite o acesso a modelos em 3D colocados à disposição por contribuidores diversos. Os modelos estão disponíveis no formato SKP, o formato nativo do SketchUp.
Qualquer pessoa, desde que registrada com um Google Account, pode colocar ali os seus modelos em 3D, dando-lhes um nome e outras palavras de referência para facilitar a busca. Há ali modelos de casas, pontes, objectos, pessoas, carros, animais, esculpturas e outros...
Caso os modelos se refiram a um edifício cujo modelo em SketchUp tenha sido colocado num ficheiro KMZ ou KML (formatos de Google Earth), um feature possível com o Plug in para o Google Earth, então o modelo poderá ser também visualizado directamente em Google Earth.
O SketchUp Pro (versão paga) permite a conversão de modelos SKP em DWG, DXF, 3DS e outros. Foram também desenvolvidos Plug-ins que fazem a conversão de ficheiros SKP para outros formatos (para o Microstation, por exemplo).